# سفارة دولة فلسطين لدى السودان
سفارة دولة فلسطين لدى السودان هي الممثلية الدبلوماسية العُليا لدولة فلسطين لدى السودان. تقع السفارة في الخرطوم.

## التاريخ

### اشتباكات السودان 2023
في 6 يونيو 2023، أدانت وزارة الخارجية الفلسطينية الاقتحامات المتكررة لمجموعات مسلحة لمقر سفارتها ومقر إقامة سفيرها في الخرطوم، إضافةً إلى أعمال التكسير والتخريب التي رافقت الاقتحام وضرب الموظفين المحليين ومن تواجد من طاقم السفارة، وسرقة أموال تخص موازنة السفارة واحتياجاتها.